# Contact ID
| QS-Informatik | Dieser Artikel wurde wegen inhaltlicher Mängel auf der Qualitätssicherungsseite der Redaktion Informatik eingetragen. Dies geschieht, um die Qualität der Artikel aus dem Themengebiet Informatik auf ein akzeptables Niveau zu bringen. Hilf mit, die inhaltlichen Mängel dieses Artikels zu beseitigen, und beteilige dich an der Diskussion! (+) |

SIA/CONTACT-ID ist ein genormtes Übertragungsprotokoll der Security Industry Association, dem unter anderem Firmen wie AT&T, ADT, Bosch und TYCO angehören. Es zählt zu den weltweit meistgenutzten Standard-Protokollen zur digitalen Übertragung von Informationen von Gefahrenmeldeanlagen an eine Notrufzentrale.

## Funktion
Das Protokoll ist in der Lage, alle Zustände und Informationen der Einbruch- oder Gefahrenmeldeanlage detailliert zu übertragen. Jeder einzelne auslösende Melder wird in der zeitlichen Folge des Auslösens übertragen.